# Alltours
Die Alltours Flugreisen GmbH (Eigenschreibweise alltours flugreisen gmbh) ist ein deutscher Reiseveranstalter mit Sitz in Düsseldorf im Dreischeibenhaus. Er gehört zusammen mit den Reiseveranstaltern alltours-X und byebye zur alltours-Unternehmensgruppe. Die alltours-Unternehmensgruppe ist der fünftgrößte Reiseveranstalter in Deutschland.

## Geschäftszahlen
Im Geschäftsjahr 2023/2024 setzte das Unternehmen 2,32 Milliarden Euro um und beförderte rund 2,3 Millionen Menschen an ihr Urlaubsziel. Dabei erzielte die alltours-Gruppe einen operativen Vorsteuergewinn (EBT) von 99,6 Millionen Euro.

## Geschichte
Am 15. Januar 1974 wurde ein kleines Reisebüro gleichen Namens in Kleve von Willi Verhuven gegründet, der dem Unternehmen bis heute vorsteht, und begrenzte sich zunächst auf Nordrhein-Westfalen. 1988 wurde das Streckennetz auf alle deutschen Großflughäfen erweitert. Dies verschaffte dem Unternehmen einen großen Zuwachs an Reisenden. Seit 1991 bietet alltours neben Destinationen vor allem rund ums Mittelmeer und zu den Kanaren auch Fernreisen an. 1999 beförderte alltours erstmals mehr als eine Million Reisende. Im November 2011 gab das Unternehmen zum ersten Mal einen Autoreisenkatalog heraus.
Zur Gruppe zählen auch eine Kette von rund 200 Reisebüros (Reisecenter alltours GmbH), die Veranstalter alltours flugreisen, alltours-x und byebye, die alltours Reiseportal GmbH, alltours España als Besitzer der spanischen allsun Hotels und allsun Griechenland als Besitzer der Hotels auf Kreta sowie die Incoming-Agentur Viajes allsun. Die alltours-Hotelmarke allsun verfügt in Spanien und Griechenland über 29 eigene Anlagen. 2011 erhielt alltours das zwölfte Mal in Folge die Auszeichnung für faires Franchising durch den Deutschen Franchiseverband. 2018 wurde alltours flugreisen im Reiseveranstalter-Ranking der „Welt am Sonntag“ zum fünften Mal in Folge zum familienfreundlichsten Unternehmen aus Kundensicht gekürt. alltours hat rund 2.743 fest angestellte Mitarbeiter.